# 香炉洲大桥
香炉洲大桥位于湖南省长沙市望城区境内，是一座连接湘江西岸的大泽湖街道和东岸的丁字湾街道的湘江大桥。该桥命名自湘江中的香炉洲，同时该桥以香炉洲为界，西汊航道为一座主跨300米、塔高202米的独塔斜拉桥，东汊航道主桥为主跨2×165米的连续刚构桥梁，由湖南路桥集团和中交二航局承建。设计时速60公里，双向六车道设计，远期预留改造八车道的能力。该大桥于2021年1月15开始建设，2024年7月4日正式通车，该桥是湘江上目前跨度最大、主塔最高的独塔斜拉桥。